# Mistrzostwa NCAA Division I w Zapasach w 2014
Mistrzostwa NCAA Division I w zapasach rozegrane zostały w Oklahoma City w dniach 20–22 marca 2014 roku. Zawody odbyły się na terenie Chesapeake Energy Arena.
Punkty zdobyło 65 drużyn.
- Outstanding Wrestler – David Taylor

## Wyniki

### Drużynowo
| Kolejność | Szkoła                              | Zespół         |
| --------- | ----------------------------------- | -------------- |
| 1.        | Pennsylvania State University       | Nittany Lions  |
| 2.        | Uniwersytet Minnesoty               | Golden Gophers |
| 3.        | Oklahoma State University           | Cowboys        |
| 4.        | University of Iowa                  | Hawkeyes       |
| 5.        | Edinboro University of Pennsylvania | Fighting Scots |
| 6.        | Ohio State University               | Buckeyes       |
| 7.        | Uniwersytet Cornella                | Big Red        |
| 8.        | Virginia Tech                       | Hokies         |

### All American

#### 125 lb
| Lp. | Zawodnik        | Szkoła        |
| --- | --------------- | ------------- |
| 1.  | Jesse Delgado   | Illinois      |
| 2.  | Nahshon Garrett | Cornell       |
| 3.  | Nico Megaludis  | Penn State    |
| 4.  | Joey Dance      | Virginia Tech |
| 5.  | Cory Clark      | Iowa          |
| 6.  | Dylan Peters    | Northern Iowa |
| 7.  | Darian Cruz     | Lehigh        |
| 8.  | Earl Hall       | Iowa State    |

#### 133 lb
| Lp. | Zawodnik      | Szkoła           |
| --- | ------------- | ---------------- |
| 1.  | Tony Ramos    | Iowa             |
| 2.  | Tyler Graff   | Wisconsin        |
| 3.  | Joe Colon     | Northern Iowa    |
| 4.  | Aaron Schopp  | Edinboro         |
| 5.  | David Thorn   | Minnesota        |
| 6.  | Mason Beckman | Lehigh           |
| 7.  | Joe Roth      | Central Michigan |
| 8.  | Cody Brewer   | Oklahoma         |

#### 141 lb
| Lp. | Zawodnik        | Szkoła               |
| --- | --------------- | -------------------- |
| 1.  | Logan Stieber   | Ohio State           |
| 2.  | Devin Carter    | Virginia Tech        |
| 3.  | Mitchell Port   | Edinboro             |
| 4.  | Evan Henderson  | North Carolina State |
| 5.  | Zain Retherford | Penn State           |
| 6.  | Joey Lazor      | Northern Iowa        |
| 7.  | Steve Dutton    | Michigan             |
| 8.  | Richard Durso   | Franklin & Marshall  |

#### 149 lb
| Lp. | Zawodnik         | Szkoła         |
| --- | ---------------- | -------------- |
| 1.  | Jason Tsirtsis   | Northwestern   |
| 2.  | Joshua Kindig    | Oklahoma State |
| 3.  | Eric Grajales    | Michigan       |
| 4.  | David Habat      | Edinboro       |
| 5.  | Drake Houdashelt | Missouri       |
| 6.  | Mitch Minotti    | Lehigh         |
| 7.  | James English    | Penn State     |
| 8.  | Kendric Maple    | Oklahoma       |

#### 157 lb
| Lp. | Zawodnik         | Szkoła         |
| --- | ---------------- | -------------- |
| 1.  | Alex Dieringer   | Oklahoma State |
| 2.  | Dylan Ness       | Minnesota      |
| 3.  | James Green      | Nebraska       |
| 4.  | Ian Miller       | Kent State     |
| 5.  | Derek St.John    | Iowa           |
| 6.  | Brian Realbuto   | Cornell        |
| 7.  | Isaac Jordan     | Wisconsin      |
| 8.  | Anthony Perrotti | Rutgers        |

#### 165 lb
| Lp. | Zawodnik                  | Szkoła             |
| --- | ------------------------- | ------------------ |
| 1.  | David Taylor              | Penn State         |
| 2.  | Tyler Caldwell            | Oklahoma State     |
| 3.  | Steve Monk                | North Dakota State |
| 4.  | Nick Sulzer               | Wirginia           |
| 5.  | Mike Moreno               | Iowa State         |
| 6.  | Luwsandordżijn Törtogtoch | Citadel            |
| 7.  | Daniel Zilverberg         | Minnesota          |
| 8.  | Pierce Harger             | Northwestern       |

#### 174 lb
| Lp. | Zawodnik      | Szkoła                |
| --- | ------------- | --------------------- |
| 1.  | Chris Perry   | Oklahoma State        |
| 2.  | Andrew Howe   | Oklahoma              |
| 3.  | Logan Storley | Minnesota             |
| 4.  | Robert Kokesh | Nebraska              |
| 5.  | Matthew Brown | Penn State            |
| 6.  | Michael Evans | Iowa                  |
| 7.  | Tyler Wilps   | Pittsburgh            |
| 8.  | Bryce Hammond | Cal State-Bakersfield |

#### 184 lb
| Lp. | Zawodnik         | Szkoła       |
| --- | ---------------- | ------------ |
| 1.  | Ed Ruth          | Penn State   |
| 2.  | Jimmy Sheptock   | Maryland     |
| 3.  | Gabriel Dean     | Cornell      |
| 4.  | Jack Dechow      | Old Dominion |
| 5.  | Kevin Steinhouse | Minnesota    |
| 6.  | Lawrence Thomas  | Pennsylvania |
| 7.  | Opher Bernstein  | Brown        |
| 8.  | Jacob Swartz     | Boise State  |

#### 197 lb
| Lp. | Zawodnik        | Szkoła        |
| --- | --------------- | ------------- |
| 1.  | J’den Cox       | Missouri      |
| 2.  | Nick Heflin     | Ohio State    |
| 3.  | Scott Schiller  | Minnesota     |
| 4.  | Kyven Gadson    | Iowa State    |
| 5.  | Conner Hartmann | Duke          |
| 6.  | Chris Penny     | Virginia Tech |
| 7.  | Morgan McIntosh | Penn State    |
| 8.  | Micah Burak     | Iowa          |

#### 285 lb
| Lp. | Zawodnik         | Szkoła               |
| --- | ---------------- | -------------------- |
| 1.  | Nick Gwiazdowski | North Carolina State |
| 2.  | Anthony Nelson   | Minnesota            |
| 3.  | Michael McMullan | Northwestern         |
| 4.  | Bobby Telfold    | Iowa                 |
| 5.  | Mike McClure     | Michigan State       |
| 6.  | Adam Chalfant    | Indiana              |
| 7.  | Jeremy Johnson   | Ohio                 |
| 8.  | Austin Marsden   | Oklahoma State       |